# Pričaj mi o ljubavi
Pričaj mi o ljubavi je šesnaesti studijski album sastava Novi fosili.

## Popis pjesama
1. "Pričaj mi o ljubavi" - 2:58
(Rajko Dujmić, Stevo Cvikić, Vedran Ostojić)
2. "Kao Spray" - 2:55
(Rajko Dujmić, Nenad Ninčević, Fedor Boić)
3. "Nije mi svejedno" - 4:28
(Rajko Dujmić, Faruk Buljubašić, Fedor Boić)
4. "Rožica sem bila" - 4:11
(trad., trad., Rajko Dujmić)
5. "Idemo Hrvatska" - 2:25
(Rajko Dujmić, Ante Glibora i Mario Mihaljević, Vedran Ostojić)
6. "Prijatelji zauvijek" - 3:00
(Rajko Dujmić, Stevo Cvikić, Vedran Ostojić)
7. "Vrijeme" - 2:56
(Rajko Dujmić, Faruk Buljubašić, Fedor Boić)
8. "Vuprem oči" - 3:14
(trad., trad., Rajko Dujmić i Dubravko Vorih)
9. "Zaboravi" - 3:56
(Rajko Dujmić, Dušan Gruborović, Rajko Dujmić i Dubravko Vorih)
10. "I sad si sama" - 3:53
(Rajko Dujmić, Faruk Buljubašić, Fedor Boić)